# Acroptilon
Genre
Classification APG III (2009)
Acroptilon est un genre de plantes à fleurs de la famille des Asteraceae.
Le taxon est considéré comme un synonyme de Rhaponticum.

## Liste d'espèces
Selon NCBI (21 sept. 2016) :
- Acroptilon australe Iljin - ?synonyme de Rhaponticum australe (Gaudich.) Soják